# Prolaz Martinique
Prolaz Martinique je tjesnac na Karibima koji razdvaja Dominiku i Martinik.